# Heimbs Kaffee

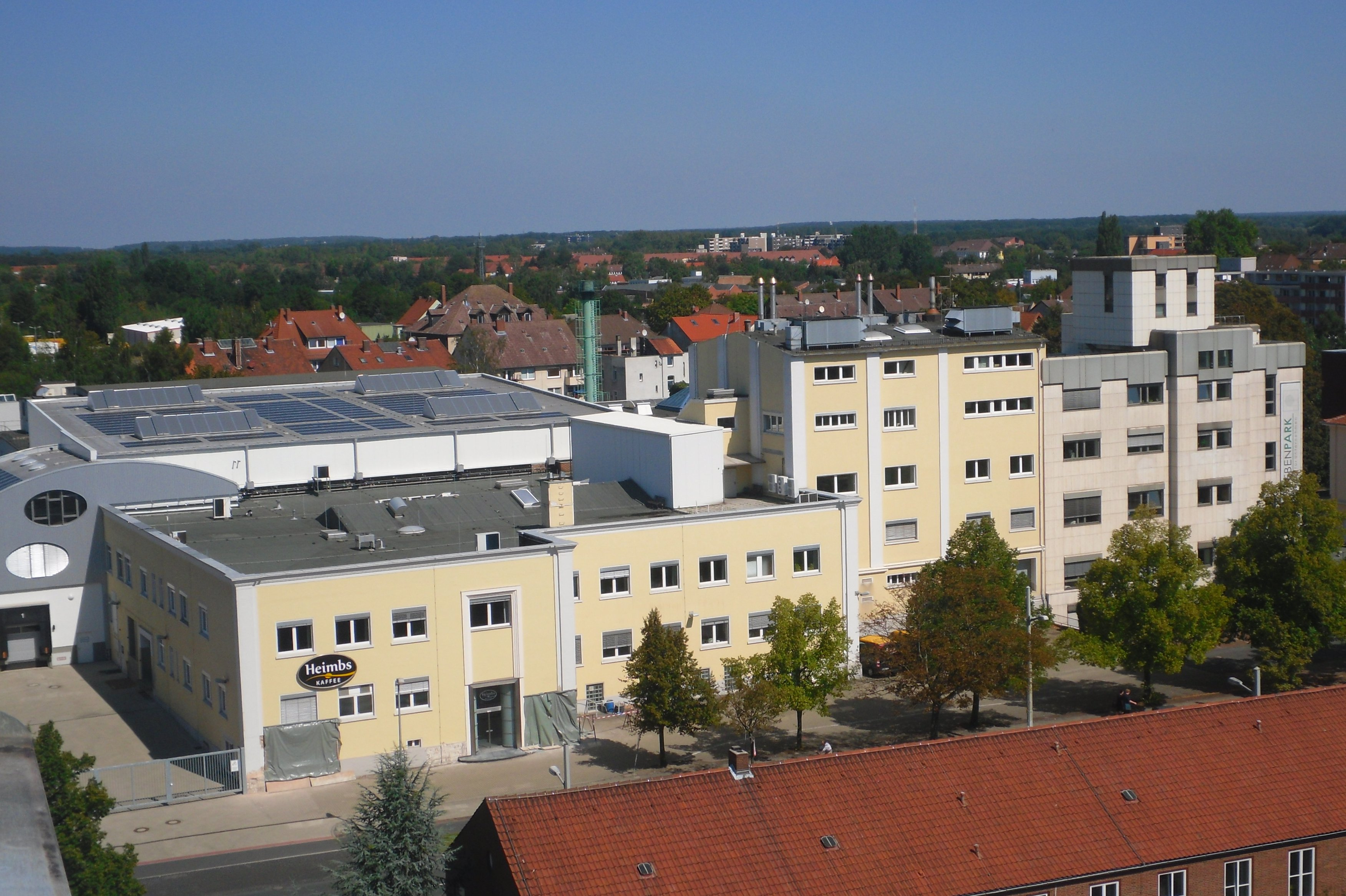
Die Firma Heimbs am Rebenring in Braunschweig

Heimbs Kaffee ist eine Kaffeerösterei in Braunschweig. Das im Jahr 1880 von Ferdinand Eichhorn (1853–1934) als „Spezialgeschäft in Kaffee und Thee“ gegründete Unternehmen ist auf den Bedarf von Caféhäusern und Konditoreien spezialisiert und gehört heute zu den zehn größten und ältesten Kaffeeherstellern Deutschlands. Die Rösterei produziert darüber hinaus Espressoqualitäten, Teeprodukte und Trinkschokoladen.

## Geschichte
Am 10. Januar 1880 gründete Eichhorn das Unternehmen am Steinweg 10 (⊙) mit einem Lagerbestand von sechzig Sack Kaffee. Seit 1887 röstete Eichhorn seinen Kaffee selbst und beteiligte sich 1894 an einer Dampfrösterei. Mit einer deutlich verringerten Röstzeit war eine erhebliche Qualitätsverbesserung verbunden.
Am 8. Dezember 1920 wurde Carl Heimbs (1878–1972) Teilhaber der Firma. Nach dem Tod Eichhorns im Jahr 1934 firmierte das Unternehmen als „Heimbs Kaffee“. Da die Firmengebäude auf dem Steinweg während eines schweren Bombenangriffs am 15. Oktober 1944 vollständig zerstört wurden, wurde der Sitz der Firma 1950 auf den Rebenring verlegt. 1954 wurde das sogenannte Aerotherm Röstverfahren entwickelt.
Seit 1986 ist Heimbs Teil des Dallmayr-Konzerns.